# 藤原釜足
藤原 釜足（ふじわら かまたり、1905年〈明治38年〉1月15日 - 1985年〈昭和60年〉12月21日）は、日本の俳優。本名は安惠 重男、戦時中の芸名は藤原 鶏太。身長156cm。
実生活に根ざした芸風で知られた、黒澤明作品常連の名脇役。女優の沢村貞子は元妻。他に安恵一夫、藤原秀臣という芸名も用いた。

## 来歴・人物

### 生い立ち
1905年1月15日、東京市深川区（現東京都江東区）に生まれる。家業の印刷屋不振のため、10歳で麹町の菓子屋に奉公に出る。四ツ谷第三小学校夜間部卒業。薬剤師を目指していた時期もあるが、浅草オペラ全盛時代とあってオペラ俳優に憧れ、滝野川俳優養成所に入る。

### オペラへ
卒業後、浅草金龍館に出ていた黒木憲三に弟子入り。コーラスボーイとして舞台に立つかたわら、小柄で押し出しもきかぬことを自覚し、楽器を扱える役者を目指そうと東洋音楽学校に通い、ヴァイオリンを習う。

### 俳優へ
関東大震災等でオペラが衰退するなか、川崎の映画館に楽士として入る。結婚し1男をもうけるが、妻を病で失う。その後旧知の榎本健一に誘われ、カジノ・フォーリーに参加する。このとき、安惠一夫から藤原秀臣と改名。
その後、プペ・ダンサントに参加。サトウ・ハチローよりアドバイス（秀でた家臣は鎌足だ）を受けて、藤原釜足と改名。エノケン脱退後には主役級として活躍するが、1933年退座。映画俳優への道を進む。

### 映画俳優へ
初の映画出演はP.C.L.の第1回作品『音楽喜劇 ほろよひ人生』。P.C.L.時代は主に三枚目を演じることが多かった。1936年、沢村貞子と結婚するが10年後に離婚。P.C.L.が1938年の合併で東宝となった後も、準専属から戦後に専属俳優となり、約50年間にわたって東宝映画で活躍した。第二次世界大戦中、皇室の忠臣たる藤原鎌足をもじった芸名は不敬とされ、一時改名を余儀なくされた。
戦後は黒澤明作品の常連俳優の一人として活躍し、『生きる』の市民係長役、『七人の侍』の百姓役など計12本の黒澤作品に出演し、個性的な役を演じた。黒澤の『隠し砦の三悪人』で千秋実と演じた農民のコンビは、ジョージ・ルーカスの『スター・ウォーズ』に登場するC-3POとR2-D2のモデルになった。
また、戦前から『旅役者』などの成瀬巳喜男作品にも計17本出演している。そのほか『サザエさん』シリーズの磯野波平役、薬師丸ひろ子との共演が話題を呼んだ『セーラー服と機関銃』など、数多くの作品に出演した。晩年は新倉事務所に所属していた。

### 死去
1981年、勲四等瑞宝章。1985年12月21日、老衰で死去。80歳没。晩年は老衰と戦いながらの俳優生活だった。遺作はNHKドラマ『冬構え』（1985年）。

## 出演歴

### 映画

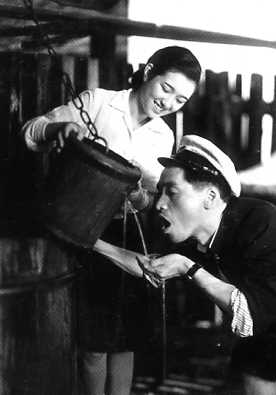
『秀子の車掌さん』（1941年）左は高峰秀子。

- 音楽喜劇 ほろよひ人生（1933年、P.C.L.）
- 只野凡児 人生勉強（1934年、P.C.L.）
- 続・只野凡児（1934年、P.C.L.）
- 妻よ薔薇のやうに（1935年、P.C.L.） - 新吾
- 噂の娘（1935年、P.C.L.） - 叔父
- 坊っちゃん（1935年、P.C.L.）
- 女優と詩人（1935年、P.C.L.） - 能勢梅童
- 吾輩は猫である（1936年、P.C.L.）
- 唄の世の中（1936年、P.C.L.） - 皿野皿吉
- からくり歌劇（1936年、日活） - れい子の夫
- 東海道は日本晴れ（1937年、P.C.L.）
- ドレミハ大学生（1938年、東宝）
- 鶴八鶴次郎（1938年、東宝） - 佐平
- チョコレートと兵隊（1938年、東宝）
- 忠臣蔵（1939年、東宝）
- 支那の夜（1940年、東宝） - 山下仙吉
- 秀子の車掌さん（1941年、南旺映画・東宝） - 運転手園田
- 馬（1941年、東宝） - 甚次郎
- 大いなる感情（1941年、東宝）
- 待って居た男（1942年、東宝）
- 結婚命令（1943年、大映）
- 国際密輸団（1944年、大映）
- 東海水滸伝（1945年、大映）
- 春の饗宴（1947年、東宝）
- 第二の人生（1948年、東宝） - 松村
- 青い山脈（1949年、東宝） - 岡本先生
- ジャコ萬と鉄（1949年、東宝） - 宗太郎
- 殿様ホテル（1949年、東宝） - 早川
- 佐々木小次郎（1950年、東宝）
- 女の四季（1950年、東宝） - 徳永
- 戦火の果て（1950年、大映）
- 軍艦すでに煙なし（1950年、新映画社） - 野村先生
- 窓から飛び出せ（1950年、新東宝） - 正次郎
- 宗方姉妹（1950年、新東宝） - 三銀の亭主
- 当り矢金八捕物帖 千里の虎（1950年、新光映画） - そば屋三蔵
- 暁の追跡（1950年、新東宝） - 佐野巡査
- てんやわんや（1950年、松竹） - 越智善助
- 戦後派お化け大会（1951年、新東宝） - 島田喜兵衛
- 自由学校（1951年、大映） - じいさん
- 泣きぬれた人形（1951年、松竹） - 川島
- 泥にまみれて（1951年、大映）
- 南国の肌（1952年、東宝） - 後藤俊平
- お国と五平（1952年、東宝） - 医者
- 港へ来た男（1952年、東宝） - 高崎所長
- やぐら太鼓（1952年、滝村プロ） - 三太
- 生きる（1952年、東宝） - 大野市民課係長
- 足にさわった女（1952年、東宝） - 警視
- 恋風五十三次（1952年、東映） - 大磯の宿の亭主
- プーサン（1953年、東宝） - 風吉
- 夫婦（1953年、東宝） - 父直吉
- 村八分（1953年、近代映画協会） - 吉川一郎
- わたしの凡てを（1954年、東宝） - 白烈軒主人
- 大阪の宿（1954年、新東宝） - おっさん
- どぶ（1954年、近代映画協会） - 安吉
- 七人の侍（1954年、東宝） - 万造
- 新鞍馬天狗（1954年、東宝） - 黒姫の吉兵衛
- あんみつ姫（1954年、東宝） - あわのだんごの守
- 透明人間（1954年、東宝） - まりのおじさん[1]
- 不滅の熱球（1955年、東宝） - 豚カツ屋の親爺
- 赤いカンナの花咲けば（1955年、東宝） - 白木直助
- くちづけ（1955年、東宝） - 父半造
- 生きものの記録（1955年、東宝） - 岡本
- イカサマ紳士録（1956年、東宝）
- 花嫁会議（1956年、東宝） - 石村
- 社長シリーズ（東宝）
  - はりきり社長（1956年） - 仙石
  - 続・社長道中記（1961年） - うなぎや近藤
  - 社長繁盛記（1968年） - 中川礼一
- サザエさんシリーズ（東宝） - 磯野波平
  - サザエさん（1956年）
  - 続・サザエさん（1957年）
  - サザエさんの青春（1957年）
  - サザエさんの婚約旅行（1958年）
  - サザエさんの結婚（1959年）
  - サザエさんの新婚家庭（1959年）
  - サザエさんの脱線奥様（1959年）
  - サザエさんの赤ちゃん誕生（1960年）
  - サザエさんとエプロンおばさん（1960年）
  - 福の神 サザエさん一家（1961年）
- ロマンス娘（1956年、東宝） - 芳造
- 眠狂四郎無頼控シリーズ（東宝） - 式部仙十郎
  - 眠狂四郎無頼控（1956年）
  - 眠狂四郎無頼控 第二話 円月殺法（1957年）
- この二人に幸あれ（1957年、東宝） - 大越
- どん底（1957年、東宝） - 役者
- 東北の神武たち（1957年、東宝） - 三角屋敷の父つさん
- 青い山脈 新子の巻・雪子の巻（1957年、東宝） - 岡本先生
- 気違い部落（1957年、松竹） - 大倉仁太郎
- 東京暮色（1957年、松竹） - 下村義平
- 大学の侍たち（1957年、東宝） - 大久保礼助
- 張込み（1958年、松竹） - 高倉弓子の父
- 隠し砦の三悪人（1958年、東宝） - 又七
- 私は貝になりたい（1959年、東宝） - 足立少尉
- 或る剣豪の生涯（1959年、東宝）
- 鉄腕投手 稲尾物語（1959年、東宝） - 松田源太郎
- 秋立ちぬ（1960年、東宝） - 山田常吉
- 太陽の墓場（1960年、松竹） - バタ助
- 悪い奴ほどよく眠る（1960年、東宝） - 和田
- 名もなく貧しく美しく（1961年、東宝） - 経師屋の主人
- 用心棒（1961年、東宝） - 多左衛門
- 若大将シリーズ（東宝）
  - 大学の若大将（1961年） - 植木屋半七
  - 海の若大将（1965年） - 酒井佐平
- 椿三十郎（1962年、東宝） - 竹林
- 箱根山 (1962年、東宝)
- ちいさこべ（1962年、東映） - 福田屋久兵衛
- 忠臣蔵 花の巻・雪の巻（1962年、東宝） - そば屋楠屋久兵衛
- 天国と地獄（1963年、東宝） - 病院の火夫
- 女の歴史（1963年、東宝） - 増田兼吉
- 影を斬る（1963年、大映）
- 狸シリーズ（東宝）
  - 天才詐欺師物語 狸の花道（1964年） - 看守
  - 狸の大将（1965年） - 福岡の宿の番頭
  - 狸の王様（1966年） - 留置場看守
- 三匹の侍（1964年、松竹） - 甚兵衛
- 涙にさよならを（1965年、松竹）
- Mickey One（1965年、日本未公開）
- 城取り（1965年、石原プロ） - 甚兵衛
- 冷飯とおさんとちゃん（1965年、東映） - 古道具屋の親爺
- 赤ひげ（1965年、東宝） - 六助
- 命果てる日まで（1966年、松竹）
- 大菩薩峠（1966年、東宝） - お松の祖父
- なつかしき笛や太鼓（1967年、東宝） - 網元
- なみだ川（1967年、大映）
- 祇園祭（1968年、日本映画復興協会） - 源蔵
- 心中天網島（1969年、ATG） - 大和屋
- どですかでん（1970年、東宝） - 老人
- 激動の昭和史 沖縄決戦（1971年、東宝） - 亀甲墓の爺さん[5]
- 不良番長 突撃一番（1971年、東映） - 小川徳之助
- 女生きてます 盛り場渡り鳥（1972年、松竹）
- 御用牙（1972年、東宝） - 屋台のおやじ
- 戦争と人間 第三部 完結篇（1973年、日活） - 苫の父親
- 青幻記 遠い母の日は美しく（1973年、東和） - 鶴禎老人
- 喜劇 ここから始まる物語（1973年、松竹） - 清水
- 日本侠花伝（1973年、東宝）
- 妹（1974年、日活） - 写真屋
- 三代目襲名（1974年、東映） - 囚人
- 喜劇 特出しヒモ天国（1975年、東映） - 善さん
- あにいもうと（1976年、東宝） - 酒屋の親父
- はだしのゲン 涙の爆発（1977年、共同映画） - 船頭
- トラック野郎・度胸一番星（1977年、東映） - 角海村の老人
- 東京大空襲 ガラスのうさぎ（1979年、共同映画）
- 影武者（1980年、東宝） - 医師
- セーラー服と機関銃（1981年、東映） - 星流志
- 愛しき日々よ（1984年、東宝） - 病院の老人
- お葬式（1984年、ATG） - 小さい老人
- Wの悲劇（1984年、角川春樹事務所） - 将棋をさす老人

### テレビドラマ
- 夫婦百景（日本テレビ）
  - 第56話「無茶苦茶爺さんとおばあさん」（1959年）
  - 第78話「読心女房とその夫」（1959年）
  - 第92話「埋れ木夫婦」（1960年）
  - 第231・232話「女房馬鹿」（1962年）
  - 第252話「実のり夫婦」（1963年）
  - 第275話「暮しの設計」（1963年）
  - 第348話「馬鹿婆あ」（1965年）
- 東芝土曜劇場（フジテレビ）
  - 第16話「姉妹」（1959年）
  - 第49話「百十一万分の一」（1960年）
  - 第98話「いくじなし」（1961年） - 峰村
  - 第112話「渇いた牙」（1961年）
  - 第160話「仲のいい死体」（1962年）
- 松本清張シリーズ・黒い断層 / 張込み（1960年、KR）
- 東レサンデーステージ（日本テレビ）
  - 第31話「ぎんの一生」（1961年） - 呉服屋
  - 第59話「敵」（1961年） - 森部隊長
- 侍 第23話「裏長屋物語」（1961年、フジテレビ）
- 松本清張シリーズ・黒の組曲 / 駅路（1962年、NHK総合）
- 東芝日曜劇場（TBS）
  - 第308話「煙の王様」（1962年）
  - 第380話「春の人」（1964年）
  - 第403話「嫁さん」（1964年）
  - 第698話「花は虹、柳は緑」（1970年、朝日放送）
  - 第947話「ああ!新世界」（1975年、北海道放送） - 吉永権兵衛
- 日本映画名作ドラマ / 貸間あり（1963年、NET）
- 青春とはなんだ（1965年、日本テレビ）
- 宮本武蔵（1965年 - 1966年、日本テレビ）
- 氷点（1966年、NET）
- 遊撃戦 第2話「砂の英雄」（1966年、日本テレビ）
- 木下恵介アワー / 記念樹（1966年、TBS） - 福祉事務所の職員
- 三匹の侍 第4シリーズ 第16話「秘宝」（1967年、フジテレビ）
- 剣（日本テレビ）
  - 第1話「天下一の剣豪」（1967年） - 小室庄兵衛
  - 第2話「山犬ともぐら」（1967年）
  - 第3話「刀狩り」（1967年）
  - 第5話「蝉時雨」（1967年）
  - 第7話「待伏せ」（1967年） - 茶屋の亭主
  - 第8話「夕映え侍」（1967年） - 千波竜右衛門
  - 第10話「鷺と鳥」（1967年） - 名主茂左衛門
  - 第11話「灯」（1967年）
  - 第13話「追分の風来坊」（1967年）
  - 第29話「慶安太平記異聞」（1967年）
- 俺は用心棒 第24話「拾った道」（1967年、NET） - 茂兵ヱ
- 二十四の瞳（1967年、NET）
- 意地悪ばあさん 第14話「地獄へ行きたいの巻」（1967年、よみうりテレビ・C.A.L） - タツの夫
- 37階の男 第15話「穴倉のメロディ」（1968年、日本テレビ）
- 東京バイパス指令 第30話「狂った銃弾」（1969年、日本テレビ）
- 風の中を行く（1969年、日本テレビ） - 教頭
- 恋愛術入門 第1話 「手も足もでない恋」（1970年、TBS） -敬三
- 柳生十兵衛 第25話「うらなり武士道」（1971年、フジテレビ） - 国兵衛
- ハレンチ学園 第21話「校長が帰って来た!」（1971年、12ch） - 校長先生
- おれは男だ! 第4話「伊豆山寺に全員集合!」（1971年、日本テレビ） - 石黒竜海和尚
- 徳川おんな絵巻 第42話「怨霊おはぐろどぶ」・第43話「呪いの剃刀」（1971年、関西テレビ） - 竹造
- プレイガール（12ch）
  - 第119話「恐怖の来訪者」（1971年） - 和助
  - 第135話「残された二人」（1971年） - 大原
  - 第150話「女のあらくれ」（1972年） - 斉藤巡査
- 特別機動捜査隊（NET）
  - 第496話「闇の中」（1971年） - 信吉
  - 第515話「私は許せない」（1971年）
  - 第770話「歪んだ女心」（1976年） - 武田一夫
- 入ってまあす! （1972年、朝日放送） - 鼻山
- 日本の嫁シリーズ（朝日放送）
  - 嫁ふたり（1972年） - 伊集院嘉兵衛
  - 嫁チャンポン（1973年）
- 水戸黄門（TBS・C.A.L） 
  - 第3部 第26話「肥後の競い馬 -熊本-」（1972年5月22日） - 寅三
  - 第4部 第26話「黄金の誘惑 -白石-」（1973年7月16日） - 木地屋五兵衛
  - 第7部 第28話「ひょうろく玉の仇討ち -諏訪-」（1976年11月29日） -  惣助
- 必殺シリーズ（朝日放送）
  - 必殺仕掛人 第22話「大荷物小荷物仕掛の手伝い」（1973年） - カニの七兵衛
  - 新・必殺仕置人 第33話「幽霊無用」（1977年） - 御船蔵番人・宇津木和市
- アイフル大作戦 第12話「美女と散歩するガイ骨」（1973年、TBS）
- 銭形平次 第379話「雪の日の記憶」（1973年、フジテレビ） - 茂兵ヱ
- 旅人異三郎 第9話「二つの心が木曽路に誓った」（1973年、12CH） - 義助
- 赤ひげ 第46話「駆込み訴え」（1973年、NHK総合）
- どっこい大作 第39話「若者よ! 大志をいだけ!!」（1973年、NET） - 並木大五郎
- ぶらり信兵衛 道場破り（1974年、フジテレビ） - 重助 （第27話より）
- 丹下左膳（1974年、日本テレビ） ※高橋幸治版
- 荒野の素浪人 第2シリーズ 第8話「野良犬無残」（1974年、NET） - 彦造
- 走れ!ケー100 第50話「おじいちゃんの軽便鉄道」（1974年、TBS） - おじいちゃん
- 座頭市物語 第4話「縛られ観音ゆきずり旅」（1974年、フジテレビ） - 喜助
- ふりむくな鶴吉 第11話「風ぐるま」（1974年、NHK総合）
- 剣と風と子守唄 第5話「喰われた献上馬」（1975年、日本テレビ） - 弥作
- 俺たちの勲章 第14話「雨に消えた」（1975年、日本テレビ）
- 非情のライセンス 第2シリーズ 第48話「兇悪なすずらんの女」（1975年、NET） - 久地武吉
- 鬼平犯科帳 第25話「鯉肝のお里」（1975年、NET）
- 俺たちの旅 第4話「男の友情は哀しいのです」（1975年、日本テレビ） - 溶接工員
- 土曜ドラマ（NHK総合）
  - 紅い花（1976年4月3日） - 出版屋のオヤジ
- 超神ビビューン 第9話「ズシーンがとける? 魔壷の呪い」（1976年、NET） - 陶芸家・藤原作ヱ門
- 大岡越前（TBS・C.A.L）
  - 第3部 第29話「ギヤマンの謎」（1973年1月1日） - 茂助
  - 第5部 第17話「帰って来た木鼠小僧」（1978年5月29日） - 甚兵衛
- 破れ奉行（1977年、テレビ朝日） - 筆頭同心・石川新兵衛
- 男たちの旅路 第3部 第1話「シルバー・シート」（1977年、NHK総合） - 須田
- 特捜最前線 第55話「アリバイ・駆けこんで来た女!」（1978年、テレビ朝日）
- 森村誠一シリーズ / 人間の証明（1978年、毎日放送）  - 女将の舅
- 横溝正史シリーズII / 真珠郎（1978年、毎日放送） - 音蔵
- 銀河テレビ小説（NHK総合）
  - 上野駅周辺（1978年） - 深見光二
  - 焚火（1979年）
- 連続テレビ小説 / 鮎のうた（1979年、NHK総合）
- 俺はあばれはっちゃく 第31話「翔べるぞジイサン㋪作戦」（1979年、テレビ朝日）
- 御宿かわせみ 第13話「女難剣難」（1981年、NHK総合）
- 関ヶ原（1981年、TBS） - 日野屋主人
- 旅がらす事件帖 第19話「道中奉行を殺せ!」（1981年、関西テレビ） - 住職
- 西武スペシャル / 隣りの女 現代西鶴物語（1981年5月1日、TBS） - 浩二
- ポーツマスの旗（1981年、NHK総合）
- Gメン'75　第350話「壁の中の赤い殺意」（1981年、TBS） - 強盗犯の父
- 冬構え（1985年3月30日、NHK総合） - 浦川惣造 ※遺作

### ドキュメント
- NHK特集（1986年、NHK総合）「老優たちの日々」

### バラエティー番組
- オールスター家族対抗歌合戦（フジテレビ）
- ぴったしカンカン (TBSテレビ)
- タケちゃんの思わず笑ってしまいました（1983年、フジテレビ）